# DR 705 bis 708
Die Triebwagen DR 705 – 708 wurden 1927 ausgeliefert und zählen zu den ersten Triebwagen mit Verbrennungsmotor der Deutschen Reichsbahn. Sie waren die Konstruktionsvariante der Zwickauer Fahrzeugfabrik, vormals Schumann AG und hatten bereits technische Merkmale der bis in die 1950er Jahre produzierten dieselmechanischen Triebwagen: Übertragungsräder der vier Schaltgänge ständig im Eingriff und mit Klauenschaltung elektro-pneumatisch geschaltet, Gangwechsel nach Ausrücken der Einscheibentrockenkupplung. Das unterscheidende Merkmal zur Vorgängerbauart ist die Ausführung mit einem mittleren Einstiegsbereich in eingezogener Ausführung. Drei Fahrzeuge gelangten nach 1945 zur DB. Ein Fahrzeug der Reihe wurde im Zweiten Weltkrieg zerstört.

## Geschichte
Die zweite Serie von Triebwagen mit Verbrennungsmotorantrieb waren die vier Triebwagen der Bauart Werdau. Sie wurden 1927 gebaut und nach der Abnahme im RAW Dresden zuerst in der Reichsbahndirektion Breslau eingesetzt. Spätere Einsatzstelle war Oldenburg in der Reichsbahndirektion Münster (Westf). Ab 1932 waren alle Fahrzeuge im Bahnbetriebswerk Bamberg stationiert, wo sie bis zu ihrer Ausmusterung verblieben.
Die Fahrzeuge hatten eine deutlich geringere Laufleistung als ihre Vorgängerbauart, ihre mittlere jährliche Laufleistung betrug 35.000 Kilometer. Ursache waren der Antriebsmotor und das Schaltgetriebe der ursprünglichen Bauart Werdau. Nach dem Tausch des Motors in einen der Bauart Büssing und des Schaltgetriebes in das TAG-Getriebe der Bauart RG 100 änderte sich dieser Zustand nur unwesentlich. Während der Kriegszeit blieben die Fahrzeuge durch den Benzinmotor vom Militäreinsatz verschont. Der Wagen 707 ist 1943 ausgebrannt und ausgemustert worden.

### VT 86 900–902
Die verbliebenen drei Wagen gelangten nach 1946 zur DB und erhielten die Baureihenbezeichnung VT 86 900–902. Nach dem Krieg hatten die Fahrzeuge längere Abstellzeiten. Besonders der Antriebsmotor gab mit Lagerschäden und Kurbelwellenbrüchen wiederholt Anlass für Reparaturen. Deshalb wurden die Triebwagen 1953 und 1954 ausgemustert. Der VT 86 902 ist nach der Ausmusterung an die Niederweserbahn verkauft worden, ein Umbau wurde begonnen aber nicht fertiggestellt. Vorgesehen war die Nummer T 115, Der Wagenkasten diente nach 1957 noch als Übernachtungsraum.

## Konstruktive Merkmale
Der Wagenkasten war nach der sogenannten schweren Bauart gebaut. Auf dem 11.500 mm langen genieteten Untergestell war der Wagenkasten aufgesetzt, der als hölzernes Kastengerippe mit vernieteter Stahlblechverkleidung ausgeführt war. Kennzeichnung des Wagenkastens war der eingezogene mittlere Einstiegsbereich, bei dem die Kastenbreite lediglich 2.390 mm betrug. An den leicht eingezogenen Stirnseiten befanden sich die Führerstände, die von dem Fahrgastabteil durch Schiebetüren getrennt waren. Der in Fahrtrichtung hintere Führerstand konnte als Gepäckraum verwendet werden, deshalb waren die Führerstände beidseitig mit Türen versehen, bei denen die Scheiben vergittert waren. Kennzeichen des Wagenkastens war in der Ursprungsausführung das überstehende Tonnendach. Später wurde dieses gekürzt und stattdessen die Stirnfenster mit Blendschutz versehen.
Die Triebwagen verfügten ursprünglich über je ein Abteil der 3. Klasse und der 4. Klasse. Nach Abschaffung der 4. Klasse 1928 wurden die Abteile der 4. Klasse teilweise umgebaut. Der Triebwagen 705 erhielt im kleineren Raum ein Abteil der 2. Klasse.
Der Daimler-Motor M 1574 war mit dem Getriebe in der Ursprungsausrüstung in einem separaten Motortragrahmen gelagert, mit der Antriebsachse so ähnlich wie bei dem Tatzlagerantrieb verbunden und unter dem Hauptrahmen aufgehängt. Bei einer Revision konnte die Maschinenanlage, nachdem sie auf einem zusätzlichen Hilfsradsatz abgestützt wurde, nach unten abgesenkt werden. Die Anordnung der Kraftübertragung war bei diesem Fahrzeug noch Antriebsmotor-Hauptkupplung-Wendegetriebe-Schaltgetriebe. Das Schaltgetriebe war gleichzeitig als Achsgetriebe ausgeführt. Die Abgangsräder waren auf der Antriebsradachse gelagert. Dadurch wurden die von der Achse ausgehenden Stöße ungefedert auf das Schaltgetriebe übertragen und verursachten Schäden. Die Schaltung des Getriebes wurde mit Druckluft durchgeführt. Nach Unterbrechung der Kraftübertragung durch die Hauptkupplung wurde die Schaltklaue des gewünschten Ganges eingerückt. Unklar ist, ob dies durch Vorwählen des betreffenden Ganges oder durch Umschalten nach dem Auskuppeln geschah.
Der Motor war wassergekühlt und hatte zwei Kühlerblöcke, die an den Stirnseiten des Wagens untergebracht waren.
Als Verstärkungswagen wurden herkömmliche Fahrzeuge verwendet.